# Pallars (trang trại)
Pallars là một trang trại Thụy Điển nằm ở Långhed thuộc đô thị Ovanåker, Hälsingland. Nó là một trong bảy trang trại được trang trí của Hälsingland được UNESCO công nhận là Di sản thế giới từ năm 2012.

## Mô tả
Nó được xây dựng bởi một gia đình từ thế kỷ 17, và là một trang trại từ những năm 1850 với hai nhà bên cánh. Ngôi nhà cư trú màu trắng trong khi hai nhà bên cánh màu đỏ. Một số công trình khác gồm chuồng ngựa, kho chứa củi, bếp. Bên trong nhà được trang trí bởi những bức tranh tường với họa tiết phong cảnh của họa sĩ Svärdes Hans Ersson.